# المجلس الوطني للصحفيين الجزائريين
المجلس الوطني للصحفيين الجزائريين (National Council of Algerian Journalists) هو نقابة وطنية مستقلة تعمل على تمثيل والدفاع عن حقوق الصحفيين في الجزائر. يهدف المجلس إلى تعزيز حرية الصحافة، وتحسين ظروف العمل للصحفيين، وتقديم الدعم المهني لهم. تأسس المجلس لتعزيز المعايير المهنية والأخلاقية في مجال الصحافة والإعلام في الجزائر.

### تاريخ التأسيس
تأسس المجلس الوطني للصحفيين الجزائريين في 2 مايو من عام 2019 استجابة للحاجة المتزايدة لهيئة تمثل الصحفيين وتدافع عن حقوقهم في الجزائر. جاء التأسيس نتيجة لمبادرات واجتماعات عدة بين الصحفيين والمهتمين بالإعلام في البلاد، وعلى رأسها مبادرة من أجل كرامة الصحفي.

### الأهداف
يسعى المجلس الوطني للصحفيين الجزائريين لتحقيق عدة أهداف، من أبرزها:
1. حماية حقوق الصحفيين: يعمل المجلس على حماية الحقوق المادية والمعنوية للصحفيين، بما في ذلك حرية التعبير والسلامة المهنية.
2. تعزيز حرية الصحافة: يدافع المجلس عن حرية الإعلام.
3. تحسين ظروف العمل: يساهم المجلس في تحسين ظروف العمل للصحفيين من خلال التفاوض مع الجهات المعنية وتقديم الدعم القانوني والمادي.
4. التدريب والتطوير المهني: ينظم المجلس ورش عمل ودورات تدريبية لرفع مستوى الكفاءة المهنية للصحفيين.
5. تعزيز المعايير الأخلاقية: يعمل المجلس على تعزيز المعايير الأخلاقية والمهنية في ممارسة الصحافة.

### الأنشطة والبرامج
ينظم المجلس الوطني للصحفيين الجزائريين مجموعة متنوعة من الأنشطة والبرامج، تشمل:
- الورش التدريبية: تنظيم ورش تدريبية حول المواضيع المختلفة مثل الصحافة الاستقصائية، والتغطية الإعلامية للأحداث، وحقوق الإنسان.
- المؤتمرات والندوات: عقد مؤتمرات وندوات لمناقشة قضايا الصحافة والإعلام في الجزائر.[4]
- الدفاع القانوني: تقديم الدعم القانوني للصحفيين الذين يواجهون مشكلات قانونية أو مهنية.
- عقد إتفاقيات : قام المجلس بعقد العديد من الإتفاقيات لتوفير خدمات إجتماعية متنوعة للصحفيين.[5]
- التعاون الدولي: إقامة شراكات وتعاون مع منظمات صحفية دولية لتعزيز تبادل الخبرات والمعرفة.

### الهيكل التنظيمي
يتألف الهيكل التنظيمي من رئيس منتخب، من مكتب وطني متكون من 17 عضو، من مجلس وطني، مكاتب محلية متوزعة على معظم الولايات الجزائرية، ترأس المجلس عند تأسيسه الصحفي الراحل الأستاذ رياض بوخدشة وبعد وفاته في 2021 بسبب مضاعفات مرض كوفيد 19 تولى نائب رئيس المجلس الإعلامي عمار شريتي رئاسة المجلس بالنيابة.

### موقاف وتحديات
منذ إنشائه رافع المجلس الوطني للصحفيين الجزائريين من أجل تحسين ضروف الصحفيين الجزائريين، وعمل من أجل إيصال صوتهم وإنشغالتهم للسلطات الجزائرية، كما كانت له مواقف دولية مشرفة من خلال تظامنه مع الصحفيين الفلسطينين في ضل ما يتعرضون له من إعتداءات متكررة.